# 1953 en chimie
Cet article présente les faits marquants de l'année 1953 en chimie.

## Évènements
- 16 février : l’équipe de Baltzar von Platen dans le laboratoire d’Allmanna Svenska Elektriska Aktiebolaget, en Suède, aurait produit quelques petits diamants de synthèse sous une pression de 8,3 Gpa[1].
- 25 avril : publication de la découverte, faite le 21 février, de la structure chimique en double hélice de l’ADN, dans la revue Nature ; deux biologistes, James Watson, un Américain, et Francis Crick, un Britannique, décrivent pour la première fois l'acide désoxyribonucléique (ADN)[2],[3].
- 15 mai : le biologiste américain Stanley Miller publie les résultats de l'expérience de Miller-Urey dans la revue Science destinée à mettre en évidence une origine chimique de l'apparition de la vie sur Terre, dite de la soupe primordiale[4].
- Le chimiste allemand Karl Ziegler développe un procédé de polymérisation à basse pression de l’éthylène en présence de catalyseurs organométalliques[5].
- Le chimiste allemand Georg Wittig découvre la réaction de Wittig[6].
- Robert Banks et John Paul Hogan, tous deux chez Phillips Petroleum, déposent les premiers brevets sur le catalyseur Phillips. C'est un catalyseur utilisé pour produire environ la moitié du polyéthylène du monde[7]. Catalyseur hétérogène,  il est constitué d'un oxyde de chrome dispersé à la surface d’un support minéral de type silice ou silice-alumine (zéolithe)[8]. Quatre ans plus tard, le procédé a été commercialisé[9].

## Prix
- Prix Nobel de chimie : Hermann Staudinger pour ses découvertes dans le domaine de la chimie macromoléculaire[10].
- Médaille Garvan-Olin : Leonora Bilger[11]
- Prix Ernest-Guenther : Max Stoll[12]
- ACS Award in Pure Chemistry : William von Eggers Doering (en)[13]
- Médaille Priestley : Robert Robinson[14],[15],[16]
- Médaille Davy : John Lennard-Jones pour ses travaux remarquables sur les applications de la mécanique quantique à la théorie de la valence et à l'analyse de la structure des composés décimaux[17],[18].
- Faraday Lectureship : Cyril Norman Hinshelwood[19]
- Claude S. Hudson Award in Carbohydrate Chemistry : George P. Meade[20]
- Médaille William-H.-Nichols : Reynold C. Fuson[21]

## Naissances
- 13 mars : Richard Béliveau, biochimiste québécois.

- 7 juin : Nathan Aaseng, microbiologiste et biochimiste américain.
- 10 juin : Axel Becke, physico-chimiste et professeur de chimie allemand.
- Athene Donald, chimiste et physicienne britannique.

## Décès
- 7 février : Wilder Dwight Bancroft (né en 1867), chimiste américain.
- 29 mars : Enrique Moles (né en 1883), pharmacologue, chimiste et physicien espagnol.
- 22 avril : Jan Czochralski (né en 1885), chimiste polonais.
- 4 juin[22] : Alwin Mittasch (né en 1869), chimiste allemand.
- 1er octobre : Edwin Cohn (né en 1892), biochimiste américain, qui a mis au point la première méthode de fractionnement du plasma sanguin en divers constituants.